# 貝爾格萊德校園槍擊案
2023年5月3日，一名槍手向塞爾維亞貝爾格萊德弗拉查爾弗拉迪斯拉夫·里布尼卡尔（Vladislav Ribnikar）小學的學生和教職工開槍，造成10人死亡（9名學生和1名保安），7人受傷（6名學生和1名教師）。警方隨後逮捕槍手，並確認為一名13歲的男學生；由於未滿14歲，根據塞爾維亞法律，他不能被追究刑事責任。槍手使用父親合法擁有的兩支手槍。槍擊事件發生後的第二天，在塞爾維亞姆拉德諾瓦茨發生另一宗嚴重槍擊事件。

## 背景
塞爾維亞有嚴格的槍支法，但仍然是世界上人均槍支擁有率最高的國家之一。  2021年，估計在塞爾維亞每100人擁有39支私人槍支，位居全球第三，僅次於美國和也門。 隨著擁有槍支的文化和許多家庭保留20世紀戰爭的戰利品，持有武器在1990年代南斯拉夫戰爭後變得普遍。   
塞爾維亞和其他巴爾幹國家一樣，甚少出現大規模槍擊事件。  21世紀早期發生過三起大規模槍擊事件：2007年造成9人死亡和5人受傷的雅布科瓦茨槍擊事件、2013年造成14人死亡的大伊萬卡槍擊事件以及2016 年造成 5 人死亡和22 人受傷的日蒂什特槍擊事件。2019年，大普拉納發生一起未遂校園槍擊案，槍手在向天花板開兩槍後被制止。  這些槍擊事件或未遂槍擊事件均未涉及未成年人作為槍手。

## 案發

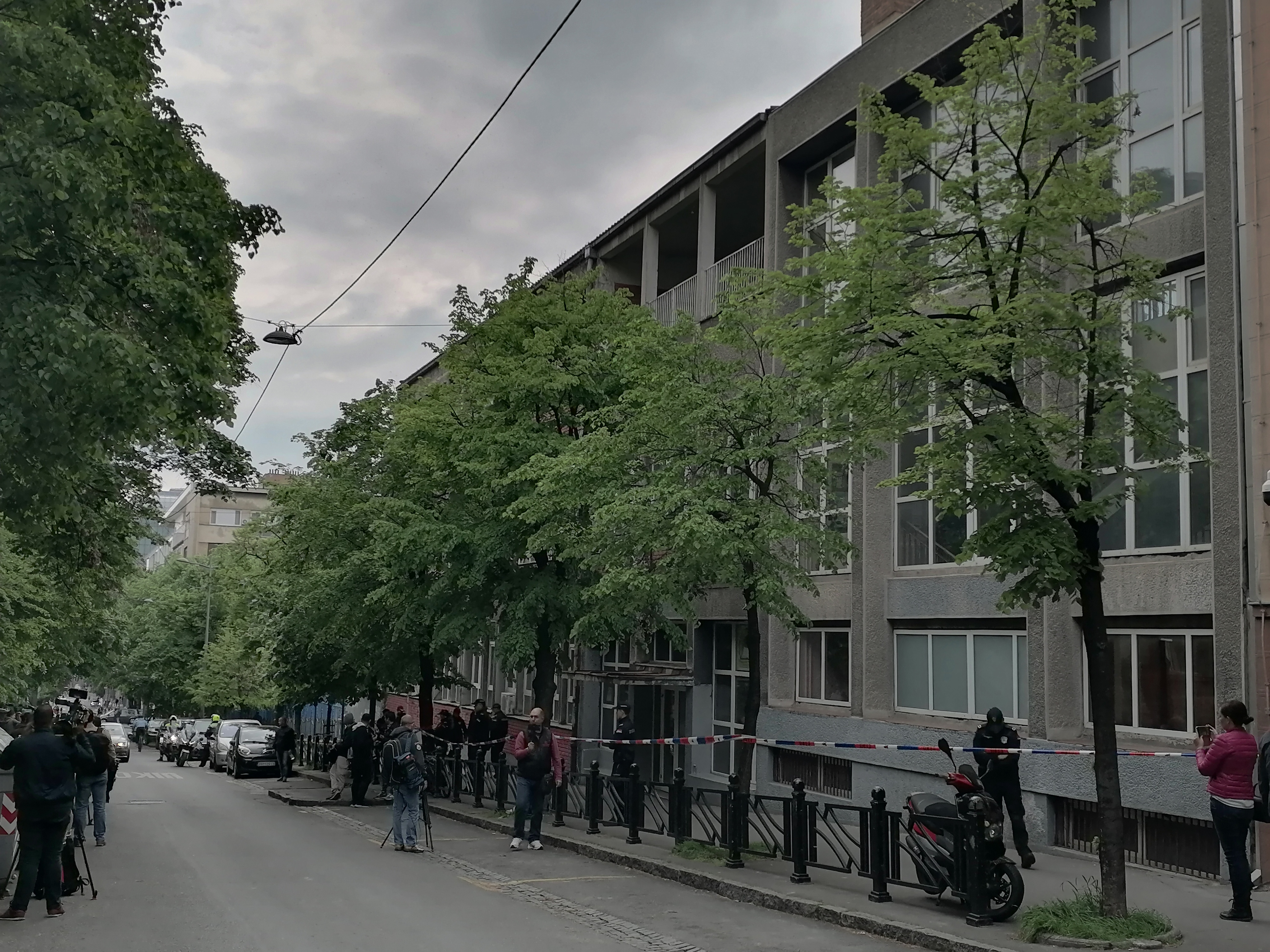
槍擊事件發生後的弗拉迪斯拉夫·里布尼卡尔小學

案件發生於2023年5月3日歐洲中部時間早上8:30左右開始。 根據塞爾維亞內務部表示，一名13歲男學生在進入弗拉迪斯拉夫·里布尼卡尔小學後，立即從包里掏出手槍向保安人員射擊，然後射擊在走廊目擊過程的學生，並在前往歷史教室的途中為手槍填充子彈。進入歷史教室後，槍手先是向老師開槍，然後又隨意向其他學生開槍。槍手跑過走廊並進入院子，並於8點42分與警方聯繫  。射手擁有一枝CZ 75手槍 。    學校所在街區在槍擊事件後封閉。 

## 傷亡
槍擊事件導致8名學生（7名女學生和1名男學生）和一名保安死亡。   法國外交部表示，其中一名死者是法國人。 
此外，還有六名學生和一名老師受傷。   其中一名男學生下肢受到槍傷，另一名女學生頭部嚴重受傷，需要接受手術。 根據當地媒體報道，男學生和老師的情況穩定。 

## 槍手
槍手被警方逮捕，貝爾格萊德高級檢察官辦公室確認為一名13歲男學生。由於《未成年犯罪法》和《未成年人刑法保護法》將最低刑事責任年齡定為14歲，案件需轉介至社會工作中心。因此他不會被刑事或輕罪指控；     據稱，槍手使用父親合法擁有的兩支手槍。 
根據內政部的說法，枪手提前一個月計劃此次行動，包括首先進入哪些教室，並制定了一份獵殺名單。 內政部亦透露槍手曾經與父親一同在射擊場訓練。 當局正在調查作案動機，包括學校欺凌以及成績。有學校人員透露學生最近才加入該班級，是一個安靜、好學生。  在軍事醫學院進行藥物測試後，槍手父親的代表律師伊琳娜·博羅維奇表示，槍手並未受到精神活性物質影響。  
槍擊案發生後不久，槍手父母亦被拘捕； 父親或被控告未有妥善管理槍械。 貝爾格萊德高級檢察官辦公室宣佈，槍手父親的聽證會將於5月5日舉行。 塞爾維亞總統亞歷山大·武契奇則表示，槍手會被安置在神經精神病學診所。   

## 事後

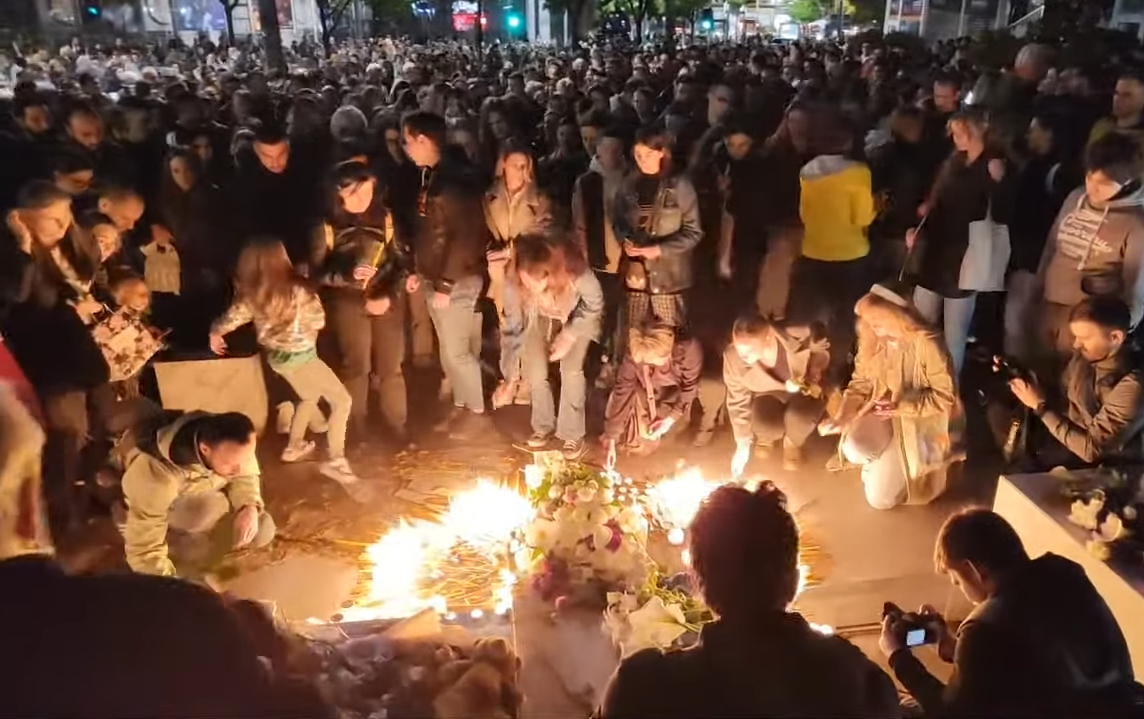
槍擊事件發生後，市民聚集在小學前

教育部長布蘭科·魯濟奇宣佈從5月5日開始為期三天的全國哀悼日，事發當日剩餘時間停課。
衛生部長達妮卡·格魯希奇宣佈心理健康研究所將開通兩條電話咨詢熱線為有需要人士提供服務。  
貝爾格萊德國家劇院宣布暂停所有活动至5月7日。 
塞爾維亞總統亞歷山大·武契奇取消出席查爾斯三世和卡蜜拉王后加冕禮。 
槍擊事件發生後，輸血研究所組織活動為事件中的傷者捐血。  
槍擊事件發生後，包括該小學學生家長在內的數百名市民聚集在小學門前和周圍。 其后到衛生部和教育部大樓前抗議，要求教育部長布蘭科·魯濟奇辭職。  第二天抗議活動加劇。   

## 反應
總統武契奇就槍擊事件發表全國講話，表示將向政府提出新的槍支管制措施，包括將最低刑事責任年齡從14歲降至12歲，翌日政府公布新措施。 
聯合國兒童基金會駐塞爾維亞辦事處表示，學校「不是任何形式的暴力場所」。
塞爾維亞正教會首席波尔菲里耶將事件形容為「災難」。  
教育部長布蘭科·魯濟奇在新聞發佈會上表示，「槍擊事件受網絡遊戲的毒害影響，即所謂的西方價值觀」。 反對黨要求就言論辭職，包括青年人權倡議和塞爾維亞教育工作者獨立聯盟，該聯盟宣佈將從 5 月 4 日發起罷工。   
塞爾維亞教育工會宣佈將從5月5日開始組織總罷工，並呼籲政府「為教育系統中的兒童和僱員的正常和安全生活創造條件」。  
前教育部長斯爾詹·韋爾比奇反對解雇魯濟奇，但表示「如果他提出辭職對整個局勢都有好處」，而姆拉登·薩切維奇則表示槍擊事件「主要是由於粗心大意的父母」。  
塞爾維亞黨誓言守護者要求塞爾維亞國會召開緊急教育委員會會議，而塞爾維亞王國復國運動則呼籲禁止「所有美化暴力的真人秀節目」。 
貝爾格萊德市長亞歷山大·沙皮奇就事件表達哀悼，並補充，市政府將「對受害者家庭提供所需要的任何形式的幫助」。  
槍擊事件發生後，波斯尼亞和黑塞哥維那部長會議宣佈5月5日為全國哀悼日。 
斯洛文尼亞NBA全明星球員盧卡·東契奇表示願意支付遇難者的喪葬費。 
5月4日， 貝爾格萊德遊擊隊在貝爾格萊德舉行的歐洲聯賽季後賽第4場比賽中穿上全黑球衣，以悼念槍擊事件的受害者。  